# Godewaarsvelde
Godewaarsvelde (Frans-Vlaams: Godsvelde; officieel: Godewaersvelde) is een gemeente in de Franse Westhoek, in het Franse Noorderdepartement (Frans: département du Nord). De gemeente telde op 1 januari 2022 2.037 inwoners. In het plaatselijke Frans-Vlaamse dialect en in de Westhoek wordt van Godsvelde gesproken.

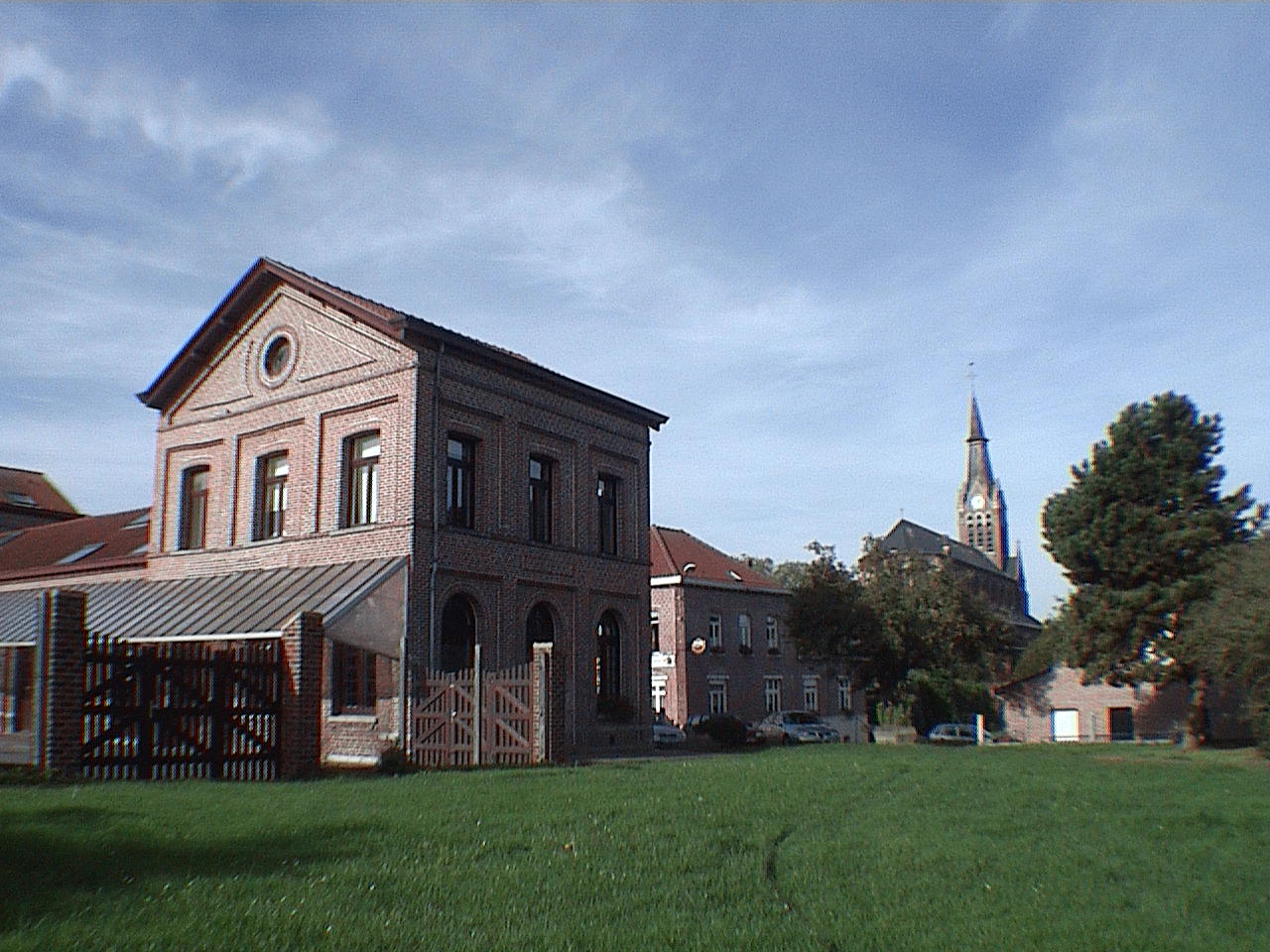
Het oude station en de kerk

## Naam
De plaatsnaam heeft een Oudnederlandse herkomst. De oudste vermelding is uit het jaar 1185 als Godeverdsvelde. Het betreft een samenstelling, waarbij het eerste element een afleiding is van een persoonsnaam (Godeverd) + het achtervoegsel "-velde" (veld; onontgonnen land; weiland). De betekenis van de plaatsnaam is dan: 'veld van Godeverd'.

## Geografie
De oppervlakte van Godewaarsvelde bedroeg op 1 januari 2022 11,89 vierkante kilometer; de bevolkingsdichtheid was toen 171,3 inwoners per km². In het noorden van de gemeente, op de grens met buurgemeente Steenvoorde en met het Belgische Watou ligt het grensgehucht Callicannes.

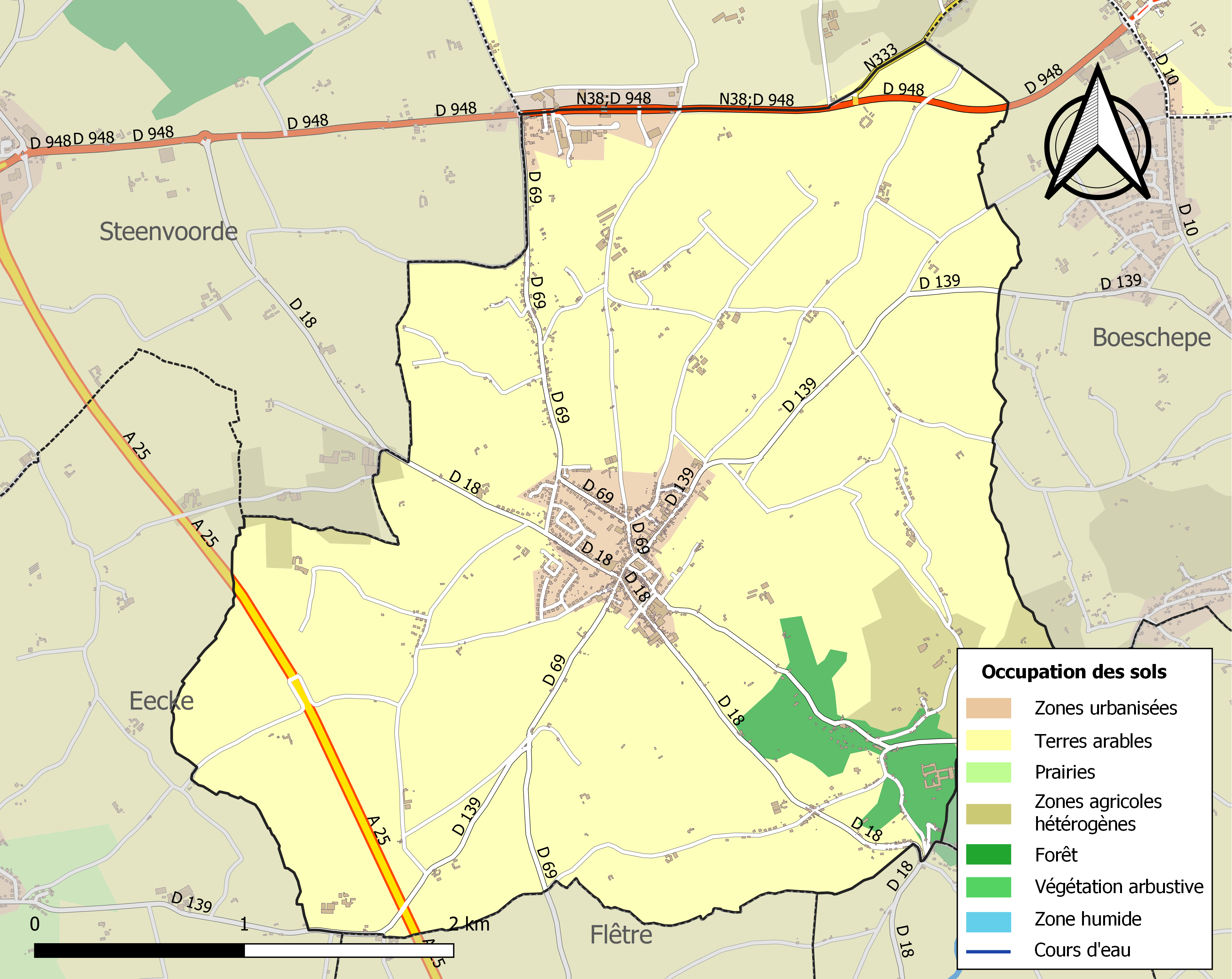
Kaart van de gemeente met belangrijkste infrastructuur, bodemgebruik en omliggende gemeenten

## Demografie
Onderstaande figuur toont het verloop van het inwonertal (bron: INSEE-tellingen).

## Nabijgelegen kernen
Steenvoorde, Eke, Abele, Boeschepe, Berten

## Bezienswaardigheden
- De Sint-Pieterskerk (Église Saint-Pierre)
- De Abdij op de Katsberg
- Godewaersvelde British Cemetery, een Britse militaire begraafplaats met bijna 1000 graven uit de Eerste Wereldoorlog.
- Het Musée de la vie frontalière (museum van het leven aan de grens)

## Natuur en landschap
Het centrum van Godewaarsvelde ligt op een hoogte van 41 meter, maar de hoogte loopt op tot 163 meter. De Katsberg, onderdeel van het West-Vlaams Heuvelland, ligt gedeeltelijk op het grondgebied van de gemeente. Het westelijk en noordelijk deel van de gemeente zijn min of meer vlak, maar naar het zuiden en oosten vindt men het heuvelland. Op de Katsberg ontspringt de Vleterbeek, welke naar Poperinge loopt. Het laagste punt van de gemeente ligt op 27 meter hoogte.

## Folklore
Godewaarsvelde heeft een reus, namelijk Henri le douanier, gekleed als een douanebeambte.
Belle · Berten · Boeschepe · Borre · Eke · Godewaarsvelde · Hondegem · Kaaster · Kassel · Merris · Meteren · Niepkerke · Okselare · Oud-Berkijn · Pradeels · Sint-Janskappel · Sint-Mariakappel · Sint-Silvesterkappel · Stapel · Steenwerk · Strazele · Vleteren · Zoeterstee
Armboutskappel · Arneke · Bambeke · Bavinkhove · Belle · Berten · Bieren · Bissezele · Blaringem · Boeschepe · Boezegem · Bollezele · Borre · Bray-Dunes · Broekburg · Broekkerke · Broksele · Buisscheure · Drinkam · Duinkerke · Ebblingem · Eke · Ekelsbeke · Eringem · Gijvelde · Godewaarsvelde · La Gorgue · Grand-Fort-Philippe · Grevelingen · Groot-Sinten · Hardefoort · Haverskerke · Hazebroek · Herzele · Holke · Hondegem · Hondschote · Hooimille · Houtkerke · Kaaster · Kapelle · Kapellebroek · Kassel · Killem · Kraaiwijk · Krochte · Kwaadieper · Lederzele · Ledringem · Leffrinkhoeke · Linde · Loberge · Loon · Meregem · Merkegem · Merris · Meteren · Millam · Moerbeke · Niepkerke · Nieuw-Berkijn · Nieuw-Koudekerke · Nieuwerleet · Noordpene · Ochtezele · Okselare · Oostkappel · Oud-Berkijn · Oudezele · Pitgam · Pradeels · Rekspoede · Rubroek · Ruisscheure · Sint-Janskappel · Sint-Joris · Sint-Mariakappel · Sint-Momelijn · Sint-Pietersbroek · Sint-Silvesterkappel · Sint-Winoksbergen · Soks · Spijker · Stapel · Steenbeke · Steenvoorde · Steenwerk · Stegers · Stene · Strazele · Terdegem · Téteghem-Coudekerque-Village · Tienen · Uksem · Vleteren · Volkerinkhove · Waalskappel · Warrem · Waten · Wemaarskappel · Westkappel · Wilder · Winnezele · Wormhout · Wulverdinge · Zegerskappel · Zerkel · Zermezele · Zoeterstee · Zuidkote · Zuidpene